# Josef Čapka (letec)
Josef Čapka (26. prosince 1915 Kokory – 19. července 1973 Easton) byl pilot 311. československé bombardovací perutě RAF.

## Život

### Mládí a druhá světová válka
Josef Čapka se vyučil elektromechanikem. Mezi lety 1936 až 1937 absolvoval v Olomouci letecký výcvik. Po okupaci Československa uprchl do Polska, kde se přihlásil do Cizinecké legie. Byl transportován do Francie, kde se zapojil do bojů. Po kapitulaci Francie byl evakuován do Velké Británie, kde byl přidělen k nově formované 311. peruti. Byl prvním příslušníkem 311. perutě, který bez zranění dokončil operační turnus v délce 200 hodin. Absolvoval 56 bojových letů. Působil poté jako noční stíhač v 68. peruti RAF. Dne 6. června 1944 se oženil. V červnu téhož roku byl zraněn střelami ze spojeneckého bombardéru. Dle pracovníka zpravodajské služby RAF se údajně jednalo o stroj zajatý nacisty, existuje ale i verze historika Jiřího Rajlicha, že se mělo jednat o cvičný útok na přátelský stroj. Absolvoval sérii plastických operací u chirurga a pozdějšího přítele Archibalda McIndoea a přišel o levé oko. Josef Čapka se tak stal členem Klubu pokusných morčat.

### Život po roce 1945
Po skončení války se se svou ženou vrátil do Československa. Působil v Olomouci na leteckém učilišti. Po únorových událostech roku 1948 se rozhodl spolu se svým přítelem a spolubojovníkem z války Josefem Bryksem (shodou okolností žili v Olomouci i ve stejné ulici) k útěku z republiky. Útěk byl zmařen a Josef Čapka byl odsouzen k 10 letům těžkého žaláře. V roce 1954 mu byl zbytek trestu na nátlak britských diplomatických míst prominut. O snížení trestu se zasloužila i jeho žena Rhoda, která od roku 1948 z Velké Británie bojovala za jeho propuštění. V roce 1957 se mu podařilo vycestovat do Velké Británie, kde se usadil a pracoval jako elektrikář. Zemřel v roce 1973 a je pochován v Eastonu.

## Pocty a vyznamenání
Josef Čapka byl nositelem řady československých a zahraničních vyznamenání.
Od roku 1991 je čestným občanem obce Kokory.
Jeho jméno je připomenuto na Pamětní desce vojáků RAF v East Grinsteadu.
V Norwichi v City of Norwich Aviation Museum je Josefu Čapkovi a 68. peruti RAF věnována malá výstava.

### Vyznamenání
- Československý válečný kříž 1939 (trojnásobný nositel; poprvé 25.4.1941, podruhé 21.6.1941, potřetí 25.7.1941)
- Čs. medaile Za chrabrost před nepřítelem (pětinásobný nositel; poprvé 6.3.1941, podruhé 23.9.1943, potřetí a počtvrté 6.4.1944, popáté 18.8.1945)
- Československá vojenská medaile za zásluhy, I. stupeň (udělena 19.1.1946)
- Pamětní medaile československé armády v zahraničí (udělena 7.3.1944)
- Válečný kříž 1939–1945[3]
- Záslužná letecká medaile (DFM, udělena 11.12.1941)

## Vzpomínková kniha
Zážitky z druhé světové války sepsal s Josefem Čapkou v Británii Kendall McDonald. V originále vyšla kniha v roce 1958 pod názvem Red Sky at Night. České vydání pod názvem Oblaka v ohni vyšlo v roce 1992. Knihu pro Český rozhlas načetl Luděk Munzar.